# 금과면
금과면(金果面)은 대한민국 전북특별자치도 순창군의 면이다.

## 개요
금과면은 아미산, 설산, 덕진봉에 둘러싸인 해발 200m의 낮은 구릉지대로 북동쪽은 팔덕, 풍산, 남서쪽은 전남 담양군과 접하고 있는 순창군의 남단에 위치하고 있으며 과일이 풍성한 전형적인 농촌마을이다.

## 연혁
- 백제 시대 : 도실군에 속함
- 1314년 (고려 충숙왕 1년) : 금동방과 목과방으로 편제
- 1760년 (조선 영조 36년) : 금동방(11개리), 목과방(8개리)로 관장
- 1897년 (조선 고종 34년) : 방을 면으로 개칭해 금동면(金童面), 목과면(木果面)으로 편제
- 1914년 : 금동면(金童面), 목과면(木果面)을 통합해 금과면을 설치.
- 2008년 : 늑곡리를 장장리(獐藏)로 환원

## 행정 구역
- 고례리
  - 고례
  - 송정
- 남계리
  - 남계
  - 호치
- 내동리
  - 내동
  - 연화
- 대성리
  - 대각
  - 대성
- 동전리
  - 대장
  - 동전
  - 만촌
- 매우리
  - 밭매우
  - 매우
  - 신모
- 목동리 
  - 일목
  - 이목
  - 운산
  - 계전
- 발산리
  - 발산
- 방성리
  - 방성
  - 석촌
- 방축리
  - 방축
- 수양리
  - 수양
- 장장리 
  - 장장
- 청용리
  - 청용

## 교육
- 금과초등학교
- 금과중학교 (폐교) : 매우1길 27-1 (매우리)